# Peraves
Peraves AG – szwajcarska firma motoryzacyjna założona przez pilota Arnolda Wagnera, specjalizująca się w produkcji motocykli kabinowych. Siedziba przedsiębiorstwa znajduje się w Winterthur.
Od 1982 roku firma Peraves produkuje motocykle kabinowe marki Ecomobile, które są rozwinięciem prac konstrukcyjnych czechosłowackiego wynalazcy i pilota Jana Anderle. Peraves prowadzi również badania nad kulistymi, czterosuwowymi silnikami spalinowymi złożonymi wyłącznie z trzech części ruchomych (Kugelmotor). 
Od 1994 roku firma Peraves współpracuje z czeskim producentem motocykli Bohemia Mobil. W 2007 roku zaprezentowano nowy motocykl kabinowy marki MonoTracer.   

## Modele motocykli Peraves
- Ecomobile Standard-Eco
- Ecomobile Super-Eco
- Ecomobile Super-Turbo-Eco
- Ecomobile Turbo-Mono-Eco
- MonoTracer